# 정부직접투자지분
정부직접투자지분(State's Direct Financial Interest, SDFI)(노르웨이어: Statens direkte økonomiske engasjement, SDØE)는 노르웨이 정부가 소유한 노르웨이 대륙붕의 석유∙천연가스 광구권(탐사권, 생산권 등) 포트폴리오를 의미한다. 2001년부터 노르웨이 정부 소유 공기업인 Petoro가 관리해오고 있다.

## 같이 보기
- 헌법 경제학
- 정치경제학